# سيرجيو هارت
سيرجيو هارت (بالعبرية: סרג'יו הרט‏) (من مواليد 1949) عالم رياضيات واقتصادي إسرائيلي.
وهو رئيس قسم العلوم الإنسانية في الأكاديمية الإسرائيلية للعلوم والإنسانيات، والرئيس السابق لجمعية نظرية الألعاب (2008-2010). وهو أيضًا أستاذ فخري للرياضيات في جامعة كوسيل فوروتر [الإنجليزية]، وأستاذ فخري للاقتصاد في مركز دراسة العقلانية في الجامعة العبرية في القدس في إسرائيل.
في عام 2018 حصل على جائزة إسرائيل في الاقتصاد والإحصاء. 

## حياته
ولد هارت في بوخارست برومانيا وهاجر إلى إسرائيل عام 1963.
وفي الفترة 1979-1991 عمل في كلية العلوم الرياضية بجامعة تل أبيب كأستاذ منذ عام 1985. كان أستاذاً مساعداً في قسم الاقتصاد، قسم بحوث العمليات، ومعهد الدراسات الرياضية في العلوم الاجتماعية بجامعة ستانفورد (1976-1979)، وأستاذاً زائراً في قسم الاقتصاد بجامعة هارفارد (1984-1985). و1990-1991). وهو منذ عام 1991 عضو في قسمي الاقتصاد والرياضيات في الجامعة العبرية في القدس، وكان المدير المؤسس لمركز دراسة العقلانية [الإنجليزية] (1991-1999) هناك. 

## جوائز
وفي عام 2006 أصبح عضوًا في الأكاديمية الإسرائيلية للعلوم والإنسانيات.
وفي عام 2012، أصبح عضوًا في أكاديمية أوروبيا.
وفي عام 2019، أصبح رئيسًا لقسم العلوم الإنسانية في الأكاديمية الإسرائيلية للعلوم والإنسانيات.
في عام 2018 حصل على جائزة إسرائيل في الاقتصاد والإحصاء. 